# Sanbal Baji
Sanbal Baji, var en av hustrurna till shah Fath-Ali Shah Qajar i Persien, som regerade 1797-1834. Hon var populär på grund av sin verksamhet med att ta emot och vidarebefordra petitioner till sin make, och utövade som sådan ett visst inflytande. 